# How Many Times
How Many Times is een liedje geschreven door singer-songwriter Lori Spee. Het is een liedje over vallen-en-opstaan.
Alhoewel (her-)beginnend zangeres mocht ze een album opnemen in de Wisseloordstudio's in Hilversum. Opnamen vonden plaats onder leiding van muziekproducent Ruud Jacobs met arrangeur Jurre Haanstra die optrad als co-producer. Achter de knoppen zat Pieter Nieboer. Het nummer werd in februari 1982 uitgebracht als op een na laatste single van het album Behind Those Eyes, dat haar in 1981 een Edison bracht. Het werd afgaande op de hitlijsten Spee’s grootste hit; andere waren Familiar Ground en Good News, Bad News. 
Spee was verbaasd toen zij het lied dat na een jaar van de langspeelplaat werd uitgebracht in de André van Duin Show ten gehore mocht brengen. Het was toen eigenlijk niet meer dan een overstapje naar haar volgende langspeelplaat, waarvan de opnamen in april 1982 zouden beginnen. De verwachting was daarbij wel dat het wat airplay zou krijgen, maar het kwam ineens de hitparades binnen. De opnamen voor het tweede album moesten maanden uitgesteld worden; het kwam pas in laat oktober uit. Dit werd mede veroorzaakt doordat opvolger Familiar Ground eveneens een, zij het bescheidener, hitje werd.  
How Many Times stond tien weken in de Nationale Hitparade en bereikte daarin de vierde plaats. Op dat tijdstip werd ze gestuit door de singles:
- nr.1 : Orchestral Manoeuvres in the Dark met Maid of Orleans (The Waltz Joan of Arc)
- nr. 2: Vanessa met Upside down
- nr. 3: Al Jarreau met Roof Garden

In de Nederlandse Top 40, stond ze negen weken met eveneens een piek op 4 waarbij ze door dezelfde liedjes werd gestuit maar in een andere volgorde.
Op de B-kant stond Behind Those Eyes (4:16) van dezelfde combinatie en album.
In de jaren tachtig werd ze getroffen door een schrijversblok, maar kon naar eigen zeggen de draad in 1994 ook mede dankzij dit nummer weer oppakken met een reeks concerten.

## NPO Radio 2 Top 2000
| Nummer met noteringen in de NPO Radio 2 Top 2000 | '99  | '00 | '01  | '02 | '03  | '04 | '05  | '06  |
| ------------------------------------------------ | ---- | --- | ---- | --- | ---- | --- | ---- | ---- |
| How Many Times                                   | 1574 | -   | 1703 | -   | 1918 | -   | 1991 | 1925 |

1. ↑  Een '-' betekent dat het nummer niet was genoteerd en een vetgedrukt getal geeft de hoogste notering aan.
2. ↑  Deze tabel is bijgewerkt tot en met de laatste editie (2024).